# First Love 初恋
『First Love 初恋』（ファースト ラヴ はつこい）は、Netflixオリジナルドラマ。宇多田ヒカルの楽曲「First Love」「初恋」にインスパイアされて製作されており、満島ひかりと佐藤健がダブル主演を務めている。

## 概要
2020年12月3日に、製作・配信の決定が発表された。ドラマは、1990年代後半と、ゼロ年代、そして現在の3つの時代が交錯し、 20年余りに渡る忘れられない“初恋”の記憶をたどる一組の男女の物語となっている。脚本・監督を務める寒竹ゆりは宇多田ヒカルと同学年で、そのデビューに衝撃を受け、「『私たちの時代が始まった』と思わせてくれた」といい、「宇多田さんの『First Love』から『初恋』の間に起きた20年間のエポックを、也英と晴道（登場人物）の20年間のドラマを通して描くことがすんなりイメージできましたし、あの歌詞からこの物語を描く必然性を感じました。」と語っている。
なお、撮影は2021年4月中旬より北海道、関東地方を中心に開始し、2022年3月下旬まで行われた。

## あらすじ

### 第1話 リラの花咲く頃
現在は札幌でタクシードライバーとして働く野口也英。数十年前、北海道の田舎で母・幾波子と暮らす高校生だった也英は、客室乗務員になることを夢見ていた。也英は、同じ高校の並木晴道に恋をしており、晴道もまた也英に想いを寄せており、二人は付き合うこととなる。一方、現在の晴道は、警備員として働き、カウンセラーの有川恒美との結婚を控えていたが、偶然、タクシーを運転する也英をみかける。

### 第2話 きみの声
高校生の也英と晴道は、二人でデートに行き、海に行ったり、映画「タイタニック」を見たり、宇多田ヒカルの「First Love」を聞いたりして充実した日々を過ごす。一方、現在の晴道は、無線を使い也英を探し、也英の休みの日に也英のタクシー会社を訪れる。また、現在の也英は、タクシー会社の同僚である占部旺太郎・茄子田守らと車庫でのボーリングで盛り上がり、普段は離れて暮らす也英の息子の綴から、コンピューターで作った自作の曲をプレゼントされたり、綴が思いを寄せるダンサーの古森詩の話をしつつ食事をする。そんな中で、晴道が勤務するビルのそばに綴を迎えに来た也英と、晴道が会う。

### 第3話 ナポリタン
2001年、上京した也英はアパートで暮らし、大学へ通う一方で、晴道は航空自衛隊の航空学生として訓練に励む。限られた時間の中で連絡を取り合う二人。晴道が外出可能な日に、也英と晴道は都内で再会するが、そこに現れた也英の大学の先輩が晴道をからかったことにより、晴道は激怒する。現在の也英は、晴道に洗濯機の修理を依頼する。

### 第4話 Space Oddity
幼い頃の也英は、海外からの郵便を、ワクワクしながら開ける。中学生の也英も、海外からの手紙を嬉しそうに受け取る。也英は、広い世界と宇宙に想いを馳せる。現在の也英は、晴道とメールのやりとりをする。15年ぶりに火星が大接近する日に、2人は公園でばったり会う。2001年の晴道は、也英の母・幾波子から、しばらくそっとしておいてほしいと言われる。

### 第5話 Talk in Sign Language
高校生の也英は、晴道の自宅に招かれ、晴道の家族・晴道の妹の優雨・晴道の友達の河野凡二らと楽しく過ごす。現在の也英は、晴道と公園で話しているところで、晴道の婚約者の恒美と会う。その後、警備中に不審者を追いかけていた晴道は、偶然居合わせた也英を守ろうとしてケガをしてしまう。入院している晴道のそばにいる也英のところに、晴道の妹の優雨と姪の愛瑠が見舞いに来る。

### 第6話 The Sixth Sense
高校生の也英と晴道は、少し遠出をすることになり、也英は、何かあったら困ると、登山用の大きなバックパックに、磁石・懐中電灯・アメなどを入れて持ってくる。そんな中、晴道は、也英の父・津島昭比古がいる小樽に行こうと言い出し、実際に行き、父・昭比古に会う。

### 第7話 夢のあとさき
2007年、晴道は自衛官として復興支援のためイラクに向かうことになり、出発前の式典には、晴道の両親・妹の優雨・親友の凡ニも参加し、晴道と言葉を交わす。2010年、日本に戻って来た晴道は、航空自衛隊府中基地で、カウンセラーの有川恒美と出会う。

### 第8話 或る午後のプルースト効果
高校生の也英と晴道は、雪深い丘の上で、2人で約束を交わしながらタイムカプセルを埋める。2011年3月11日、晴道は、北海道へ帰郷するために東京都府中市の駅まで来たところで、東日本大震災が起きる。その後、晴道は災害派遣で被災地に向かう。同時期に、也英はタクシー会社に就職し、旺太郎の研修を受ける。

### 第9話 初恋
中学生の也英は、模試を受けるために列車に乗り、北見へ向かう。その列車の中で、晴道は、也英を見かける。現在の也英は、詩を見送るため、旺太郎の協力を得ながら、タクシーで綴を空港へ送り届ける。

## 登場人物

### 主要人物
野口也英
演 - 満島ひかり（幼少期：浅田芭路、少女期：八木莉可子）
並木晴道
演 - 佐藤健（少年期：木戸大聖）

### 野口也英の関係者
向坂綴
演 - 荒木飛羽（少年期：岩川晴）
也英の息子。
野口幾波子
演 - 小泉今日子
也英の母。
津島昭比古
演 - 井浦新（第4話・第6話）
也英の父。
向坂行人
演 - 向井理（第1話・第2話・第4話・第6話-第9話）
脳外科医。也英の元夫。
津島さや伽
演 - 新井舞良（第6話・第9話）
也英の腹違いの姉。
古森詩
演 - アオイヤマダ（第1話-第3話・第5話・第9話）
綴が出会うダンサー。タクシーに乗せたことから也英とも親しくなる。
陳麗君
演 - 田中シェン（第3話）
也英の大学進学上京時の同居人。中国人。
小松操恵
演 - 猫背椿（第7話）
也英の航空機の機内食工場勤務時代の同僚。
尾藤
演 - 吉成浩一（第7話）
機内食工場の責任者。也英をクビにする。

### 並木晴道の関係者
有川恒美
演 - 夏帆
カウンセラー。晴道の婚約者。
並木優雨 / 河野優雨
演 - 美波（少女期：長澤樹）
晴道の妹。聴覚障害者。
河野凡二
演 - 中尾明慶（少年期：若林時英）
晴道の学生時代からの悪友。
河野愛瑠
演 - 新津ちせ（第1話・第5話）（4歳時：小形乃蒼）
晴道の姪。
並木頼道
演 - 岡部たかし（第5話・第7話・第8話・第9話）
晴道の父。
並木雪代
演 - 渡辺真起子（第5話・第7話・第8話・第9話）
晴道の母。
並木道朗
演 - あがた森魚（第1話・第5話・第8話・第9話）
晴道の祖父。
大越仁
演 - 須藤蓮（第1話・第2話・第4話・第5話・第8話）
晴道の後輩の警備員　晴道と共にノーザンライツ・ビルの防災センターで勤務。元自衛隊の陸士。
星野先生
演 - 河野真也（第9話）
晴道の通った中学の教師。
二瓶校長
演 - 松橋勝巳（第9話）
晴道の通った中学の校長。
水越雄馬
演 - 山本桂次（第9話）
優雨の障碍をからかったことで晴道の怒りを買った中学生。

### 熒星交通
也英が勤務するタクシー会社
占部旺太郎
演 - 濱田岳（第1話・第2話・第4話・第8話・第9話）
ドライバー。
茄子田守
演 - 古舘寛治（第1話・第2話・第4話・第9話）
ドライバー。
冨樫暁生
演 - 黒田大輔（第1話・第2話・第5話・第9話）
ドライバー。
紅林繁実
演 - 水澤紳吾（第1話・第2話・第5話・第9話）
事務員。
油井寛樹
演 - 梅原たくと（第1話・第2話・第9話）
ドライバー。
野々村直登
演 - 巻口直哉（第1話・第2話・第9話）
ドライバー。
西園康
演 - やわらげ西條（第1話・第2話・第9話）
ドライバー。
安村耕三
演 - ベンジャミンヤス（第1話・第2話・第5話・第9話）
ドライバー。
その他ドライバー
演 - 弦巻啓太（第1話・第2話・第5話）、黒沢光春（第1話・第2話・第9話）、清水和義（第1話・第2話・第9話）、マイケル小野（第1話・第2話・第9話）、野田正道（第1話・第2話・第9話）、小川弦太（第1話・第2話・第9話）

### 航空自衛隊関係者
四元亘
演 - 櫻井健人（第3話・第4話）
晴道と同期の航空学生
依田三曹、保田哲也
演 - 沖原一生（第3話）、一條恭輔（第3話）
航空学校・教官。
小橋隆之、花岡豪
演 - 松田真織（第5話）、宮田政之（第5話）
航空自衛隊パイロット。
航空隊員
演 - 森タクト（第5話）、桜居ジョーイ（第5話）　ほか
浅香
演 - 若松力（第8話）
並木の上官。2011年3月11日の並木の北海道里帰りを許可する。

### 北見高等学校
也英と晴道が通った高校。
繁田のぞみ / ノン子
演 - 清田みくり（第1話・第4話-第6話・第8話・第9話）
也英の親友の同級生。
涌井先生、小渕先生
演 - BOB（第1話）、岩谷健司（第1話）
岩清水翔平、駒井健人
演 - 遠藤健慎（第1話・第5話・第6話）、安宅波颯（第1話・第5話・第6話）
也英に屋上で告白して轟沈する学生。
柚木湊
演 - 坂本美雨（第6話）
英語教師。也英の英語を褒める。
ミナミ、アキ、ユキナ
演 - 小出紗加（第1話・第5話・第6話・第9話）、重松文（第1話・第5話・第6話・第9話）、竹内詩乃（第1話・第5話・第6話・第9話）
也英の同級生。
その他同級生
演 - 櫻田ゆうと（第1話）、乃中瑞生（第1話・第5話・第6話・第9話）、早瀬水晶（第1話・第5話・第6話・第9話）、平塚麗奈（第1話・第5話・第6話・第9話）、中沢元紀（第1話・第5話・第6話・第9話）、松尾敢太郎（第1話・第5話・第6話・第9話）、小野翔平（第1話・第5話・第6話・第9話）　ほか

### 東央学院大学
也英が英文学部学生として通った東京の大学。
町田峻也
演 - 斉藤天鼓（第3話）
経営学部3年。「ミス東央コンテスト」主催者。
教授
演 - BJ Fox（第3話）
英語教授。
君津菜七子
演 - 河合優実（第3話）
英文学部の同級生。町田と親しく、也英に「ミス東央コンテスト」出場を頼む。
小暮希子 / きっこ
演 - 月山京香（第3話）
英文学部の同級生。
ケイスケ、イッペイ
演 - 東龍之介（第3話）、浅野竣哉（第3話）
東央フェススタッフ
職員
演 - 磯貝圭子（第3話）
学生支援センター職員。也英に海外派遣交換留学プログラム学内選考の合格通知を渡す。

### 向坂綴の関係者
数学教師
演 - 明逸人（第1話・第3話）
峯田眞一
演 - 前原滉（第2話）
綴の数学の家庭教師。
ソカベさん/マッキー、コウキさん/シマ
演 - 曽我部恵一（第3話）、長谷井宏紀（第3話）
詩が働くバーの客とバーテン。綴の音楽を褒める。
玉井
演 - 三小田芳樹（第3話）
同級生。

### 向坂行人の関係者
向坂美津香
演 - 吉田志織（第2話・第7話）
行人の現妻。
向坂絹世
演 - 銀粉蝶（第6話・第7話）
行人の母。
行人と美津香の娘
演 - 古久保瑠奈（第2話）、古久保望奈（第2話）
大河内健三
演 - 寺田農（第7話）
行人の恩師。小樽医科大教授。
大河内みね子
演 - 山本陽子（第6話・第7話）
大河内健三の妻。
千葉一平、牧山稔
演 - 上山竜治（第2話）、亀田侑樹（第2話）
向坂宅で会食する行人の友人。
戸川夫人、園部夫人
演 - 千葉雅子（第6話）、宮本裕子（第6話）
絹世の友人。
モモカ、リナ
演 - 城戸愛莉（第9話）、君島光輝（第9話）
行人の部下の看護師。綴のファン。

### タクシーの乗客
也英が乗せたタクシーの客
瀬尾一葉
演 - 天野はな（第1話）
偶然に晴道が譲ったために也英の車に乗った妊婦。
怒る客
演 - 加藤雅人（第7話）
うっかりしていた也英は、高速道路の北広島出口を通り過ぎてしまう。
酔いどれサラリーマン
演 - 数ヒロキ（第9話）
ドラァグクィーン
演 - ブイヤベース（第9話）
訳ありカップル
演 - 近藤奈保希（第9話）、垣内健吾（第9話）
又吉直樹
演 - 又吉直樹（本人役）（第9話）
也英が「有吉」と名前を間違える。
老夫婦
演 - 井原幹雄（第9話）、二宮弘子（第9話）

### その他
女性
演 - きくち美由紀（第1話）
くつ かばん スポーツ用品の店「こばやし」店員。
アナウンサー
演 - 田辺桃菜（第1話）
モーニングショー。
店員
演 - 小出あつき（第1話）
万年筆「モンブラン」の店員。
タクシー運転手
演 - 池浪玄八（第1話）
也英をテレビ塔まで乗せる。
タクシー運転手
演 - 高浦修（第1話）
並木をノーザンライツ・ビルまで乗せる。
ラジオDJ
声 - 赤坂泰彦（第1話）
也英と幾波子が乗った車のカーラジオから流れるDJ。宇多田ヒカルの「Automatic」を紹介する。
引っ越し業者
演 - 山田慎覇（第3話）
也英の上京時。
前畑兼子
演 - 甲田益也子（第3話）
医師。也英は頭部への打撃による外傷性クモ膜下出血で、事故のショックから過去の出来事を思い出しにくい状態（逆行性健忘）であると幾波子に告げる。
江上太悟
演 - 江上太悟郎（第4話）
UTV NEWS アナウンサー。
島谷清
演 - 森達也（第4話）
お好み焼き屋。
五木田圭吾
演 - 松浦祐也（第5話）
ノーザンライツ・ビル14階にオフィスがある会社の役員。
大熊利一
演 - 石川シン（第5話）
ノーザンライツ・ビル14階にオフィスがある会社の代表。防災センターに社内での盗難事件の相談に来る。
ノエミ
演 - Kily Shakley（第5話）
バーで出逢い、晴道と一夜を共にする女性。
立石柊
演 - 守屋光治（第5話）
アーティスト。詩と仲が良い。
看護師
演 - 大橋由紀子（第5話）
並木晴道入院時の看護師。
医師
演 - 山中敦史（第5話）
並木晴道の担当医。神経が圧迫されて下肢に麻痺の症状が見られるため緊急手術すると告げる。
エマ
演 - Yuki（第7話）
キャビンアテンダントのコスプレをした也英が空港で出逢った迷子の女の子。
福本義行、千須和侑里枝
演 - 福本義久（第8話）、千須和侑里子（第8話）
モーニングショーのキャスター。
愛未、佳奈
演 - 茜ゆりか（第8話）、泉（第8話）
有川恒美のウェディング・ドレスを扱う業者。
男性
演 - 加藤四朗（第8話）
東日本大震災発生時、歩道橋で転び、晴道に助けられる男性。
駅員
演 - 木山正大（第9話）、井上嵩之（第9話）
北見駅の駅員。切符がない晴道を取り押さえる。
ラジオDJ
演 - Kan Sano（第9話）
FM FUJIの番組で綴をゲストに迎える。
キャスター
演 - 中村剛大（第9話）
UTV NEWS キャスター。WHOが新型コロナをパンデミックと認識したとのニュースを伝える。
詩の友人
演 - Sophiya（第9話）、Joel Shohei（第9話）※両者とも写真出演
詩が一緒に撮った写真に晴道が見切れていた。
ソフィア
演 - ILDI Z（第9話）
空港で晴道が扱ったレイキャビック行きの客。
女性
演 - Ingibjorg Sigurdardottir（第9話）
也英をヒッチハイクの車に乗せたアイスランド人女性。
男性
演 - 坂本勝之（第9話）
也英が逢巴後駅で出逢った男性。
ガソリンスタンド店員
演 - Richard E. Wilson（第9話）
也英にフーサヴィークへの行き方を教える。

## スタッフ
- 監督・脚本：寒竹ゆり
- 制作プロダクション：C&Iエンタテインメント
- エグゼクティブプロデューサー：坂本和隆
- プロデューサー：八尾香澄
- ラインプロデューサー：佐藤幹也
- 撮影：新出一真・中村純一
- 照明：小林仁
- 録音：矢野正人・久連石由文
- 美術プロデューサー：福田宣
- 美術：寒河江陽子
- 装飾：野村哲也
- スタイリスト：Babymix
- ヘアメイク：小林雄美・花田愛奈
- メイク：島田裕子
- 助監督：増田伸弥・足立公良
- 制作担当：末光洪太・奥泰典
- ポストプロダクションスーパーバイザー：大屋哲男
- VFXスーパーバイザー：野崎宏二
- 編集：小野寺絵美・渡辺直樹
- 整音：石坂絋行
- 音響効果：松浦大樹
- 音楽：岩崎太整